# Serie A2 2017-2018 (hockey su pista)
La Serie A2 2017-2018 è il torneo di secondo livello del campionato italiano di hockey su pista per la stagione 2017-2018. La competizione è iniziata il 7 ottobre 2017 e si è conclusa il 28 aprile 2018.
Al termine della stagione regolare è stato promosso in Serie A1 il Sandrigo, mentre dopo i play-off promozione è stata promossa l'Amatori Vercelli; sono retrocessi in Serie B l'Azzurra Novara e il Seregno 2012.

## Squadre partecipanti
| Club                | Stagione | Città                      | Impianto                                 | Stagione precedente                                               |
| ------------------- | -------- | -------------------------- | ---------------------------------------- | ----------------------------------------------------------------- |
| Amatori Modena      | dettagli | Modena                     | Palaroller di Montale Rangone (MO)       | 9° in Serie A2                                                    |
| Amatori Vercelli    | dettagli | Vercelli                   | PalaPregnolato                           | 7° in Serie A2                                                    |
| Azzurra Novara      | dettagli | Novara                     | Palasport Dal Lago                       | 6° in Serie A2                                                    |
| Cremona             | dettagli | Pieve San Giacomo (CR)     | Palestra comunale di San Daniele Po (CR) | 13° in Serie A1, retrocesso                                       |
| Forte dei Marmi (B) | dettagli | Forte dei Marmi (LU)       | PalaForte                                | 10° in Serie A2                                                   |
| Montebello          | dettagli | Montebello (VI)            | Palazzetto dello sport                   | 1° in Serie B girone B, finalista alle final eight, promosso      |
| Montecchio P.       | dettagli | Montecchio Precalcino (VI) | PalaVaccari                              | 3° in Serie A2, finalista dei play off promozione                 |
| Pico Mirandola      | dettagli | Mirandola (MO)             | Palazzetto dello sport                   | 1° in Serie B girone A, vince le final eight, promosso            |
| Pordenone           | dettagli | Pordenone                  | PalaMarrone                              | 8° in Serie A2                                                    |
| Roller Bassano      | dettagli | Bassano del Grappa (VI)    | PalaBruel                                | 4° in Serie A2, eliminato in semifinale dei play off promozione   |
| Sandrigo            | dettagli | Sandrigo (VI)              | Palasport di Sandrigo                    | 14° in Serie A1, retrocesso                                       |
| Seregno 2012        | dettagli | Seregno (MB)               | PalaSomaschini                           | 2° in Serie B girone A, semifinalista alle final eight, ripescato |

## Stagione regolare

### Risultati
| andata (1ª) | andata (1ª) | Prima giornata                   | ritorno (12ª) | ritorno (12ª) |
|             |             |                                  |               |               |
| 7 ott.      | 4-3         | Amatori Vercelli-Forte dei Marmi | 5-4           | 23 dic.       |
| 7 ott.      | 4-1         | Sandrigo-Pico Mirandola          | 5-2           | 23 dic.       |
| 7 ott.      | 3-3         | Montecchio-Azzurra Novara        | 5-2           | 23 dic.       |
| 7 ott.      | 3-10        | Amatori Modena-Montebello        | 5-6           | 23 dic.       |
| 7 ott.      | 2-8         | Pordenone-Roller Bassano         | 4-4           | 23 dic.       |
| 7 ott.      | 5-5         | Seregno-Cremona                  | 3-6           | 23 dic.       |

| andata (2ª) | andata (2ª) | Seconda giornata                | ritorno (13ª) | ritorno (13ª) |
|             |             |                                 |               |               |
| 14 ott.     | 6-8         | Forte dei Marmi-Sandrigo        | 3-6           | 6 gen.        |
| 14 ott.     | 3-1         | Pico Mirandola-Amatori Vercelli | 3-2           | 6 gen.        |
| 14 ott.     | 5-3         | Azzurra Novara-Amatori Modena   | 2-3           | 6 gen.        |
| 14 ott.     | 7-3         | Montebello-Montecchio           | 3-3           | 6 gen.        |
| 14 ott.     | 7-4         | Roller Bassano-Seregno          | 6-3           | 6 gen.        |
| 14 ott.     | 5-5         | Cremona-Pordenone               | 3-6           | 6 gen.        |

| andata (1ª) | andata (1ª) | Prima giornata                   | ritorno (12ª) | ritorno (12ª) |
|             |             |                                  |               |               |
| 7 ott.      | 4-3         | Amatori Vercelli-Forte dei Marmi | 5-4           | 23 dic.       |
| 7 ott.      | 4-1         | Sandrigo-Pico Mirandola          | 5-2           | 23 dic.       |
| 7 ott.      | 3-3         | Montecchio-Azzurra Novara        | 5-2           | 23 dic.       |
| 7 ott.      | 3-10        | Amatori Modena-Montebello        | 5-6           | 23 dic.       |
| 7 ott.      | 2-8         | Pordenone-Roller Bassano         | 4-4           | 23 dic.       |
| 7 ott.      | 5-5         | Seregno-Cremona                  | 3-6           | 23 dic.       |

| andata (2ª) | andata (2ª) | Seconda giornata                | ritorno (13ª) | ritorno (13ª) |
|             |             |                                 |               |               |
| 14 ott.     | 6-8         | Forte dei Marmi-Sandrigo        | 3-6           | 6 gen.        |
| 14 ott.     | 3-1         | Pico Mirandola-Amatori Vercelli | 3-2           | 6 gen.        |
| 14 ott.     | 5-3         | Azzurra Novara-Amatori Modena   | 2-3           | 6 gen.        |
| 14 ott.     | 7-3         | Montebello-Montecchio           | 3-3           | 6 gen.        |
| 14 ott.     | 7-4         | Roller Bassano-Seregno          | 6-3           | 6 gen.        |
| 14 ott.     | 5-5         | Cremona-Pordenone               | 3-6           | 6 gen.        |

| andata (3ª) | andata (3ª) | Terza giornata                  | ritorno (14ª) | ritorno (14ª) |
|             |             |                                 |               |               |
| 21 ott.     | 3-8         | Amatori Vercelli-Azzurra Novara | 9-4           | 13 gen.       |
| 21 ott.     | 9-4         | Sandrigo-Roller Bassano         | 7-4           | 13 gen.       |
| 21 ott.     | 5-4         | Montecchio-Forte dei Marmi      | 3-6           | 13 gen.       |
| 21 ott.     | 2-1         | Amatori Modena-Cremona          | 4-7           | 13 gen.       |
| 21 ott.     | 2-2         | Pordenone-Pico Mirandola        | 2-1           | 13 gen.       |
| 21 ott.     | 2-4         | Seregno-Montebello              | 2-8           | 13 gen.       |

| andata (4ª) | andata (4ª) | Quarta giornata                | ritorno (15ª) | ritorno (15ª) |
|             |             |                                |               |               |
| 28 ott.     | 2-2         | Forte dei Marmi-Amatori Modena | 2-3           | 20 gen.       |
| 28 ott.     | 7-3         | Pico Mirandola-Seregno         | 4-4           | 20 gen.       |
| 28 ott.     | 3-3         | Azzurra Novara-Pordenone       | 1-5           | 20 gen.       |
| 28 ott.     | 6-6         | Montebello-Amatori Vercelli    | 2-3           | 20 gen.       |
| 28 ott.     | 3-1         | Roller Bassano-Montecchio      | 6-6           | 20 gen.       |
| 28 ott.     | 6-4         | Cremona-Sandrigo               | 6-8           | 20 gen.       |

| andata (3ª) | andata (3ª) | Terza giornata                  | ritorno (14ª) | ritorno (14ª) |
|             |             |                                 |               |               |
| 21 ott.     | 3-8         | Amatori Vercelli-Azzurra Novara | 9-4           | 13 gen.       |
| 21 ott.     | 9-4         | Sandrigo-Roller Bassano         | 7-4           | 13 gen.       |
| 21 ott.     | 5-4         | Montecchio-Forte dei Marmi      | 3-6           | 13 gen.       |
| 21 ott.     | 2-1         | Amatori Modena-Cremona          | 4-7           | 13 gen.       |
| 21 ott.     | 2-2         | Pordenone-Pico Mirandola        | 2-1           | 13 gen.       |
| 21 ott.     | 2-4         | Seregno-Montebello              | 2-8           | 13 gen.       |

| andata (4ª) | andata (4ª) | Quarta giornata                | ritorno (15ª) | ritorno (15ª) |
|             |             |                                |               |               |
| 28 ott.     | 2-2         | Forte dei Marmi-Amatori Modena | 2-3           | 20 gen.       |
| 28 ott.     | 7-3         | Pico Mirandola-Seregno         | 4-4           | 20 gen.       |
| 28 ott.     | 3-3         | Azzurra Novara-Pordenone       | 1-5           | 20 gen.       |
| 28 ott.     | 6-6         | Montebello-Amatori Vercelli    | 2-3           | 20 gen.       |
| 28 ott.     | 3-1         | Roller Bassano-Montecchio      | 6-6           | 20 gen.       |
| 28 ott.     | 6-4         | Cremona-Sandrigo               | 6-8           | 20 gen.       |

| andata (5ª) | andata (5ª) | Quinta giornata                 | ritorno (16ª) | ritorno (16ª) |
|             |             |                                 |               |               |
| 4 nov.      | 3-3         | Amatori Vercelli-Roller Bassano | 5-9           | 27 gen.       |
| 4 nov.      | 10-3        | Sandrigo-Montebello             | 5-4           | 27 gen.       |
| 4 nov.      | 4-4         | Montecchio-Cremona              | 1-4           | 27 gen.       |
| 4 nov.      | 8-3         | Amatori Modena-Pico Mirandola   | 2-4           | 27 gen.       |
| 4 nov.      | 3-3         | Pordenone-Forte dei Marmi       | 3-4           | 27 gen.       |
| 4 nov.      | 3-4         | Seregno-Azzurra Novara          | 3-5           | 27 gen.       |

| andata (6ª) | andata (6ª) | Sesta giornata                | ritorno (17ª) | ritorno (17ª) |
|             |             |                               |               |               |
| 11 nov.     | 3-4         | Forte dei Marmi-Seregno       | 9-3           | 3 feb.        |
| 11 nov.     | 3-4         | Pico Mirandola-Montecchio     | 4-10          | 3 feb.        |
| 11 nov.     | 2-6         | Azzurra Novara-Sandrigo       | 4-10          | 3 feb.        |
| 11 nov.     | 4-3         | Montebello-Pordenone          | 2-4           | 3 feb.        |
| 11 nov.     | 5-2         | Roller Bassano-Amatori Modena | 7-3           | 3 feb.        |
| 11 nov.     | 1-4         | Cremona-Amatori Vercelli      | 3-5           | 3 feb.        |

| andata (5ª) | andata (5ª) | Quinta giornata                 | ritorno (16ª) | ritorno (16ª) |
|             |             |                                 |               |               |
| 4 nov.      | 3-3         | Amatori Vercelli-Roller Bassano | 5-9           | 27 gen.       |
| 4 nov.      | 10-3        | Sandrigo-Montebello             | 5-4           | 27 gen.       |
| 4 nov.      | 4-4         | Montecchio-Cremona              | 1-4           | 27 gen.       |
| 4 nov.      | 8-3         | Amatori Modena-Pico Mirandola   | 2-4           | 27 gen.       |
| 4 nov.      | 3-3         | Pordenone-Forte dei Marmi       | 3-4           | 27 gen.       |
| 4 nov.      | 3-4         | Seregno-Azzurra Novara          | 3-5           | 27 gen.       |

| andata (6ª) | andata (6ª) | Sesta giornata                | ritorno (17ª) | ritorno (17ª) |
|             |             |                               |               |               |
| 11 nov.     | 3-4         | Forte dei Marmi-Seregno       | 9-3           | 3 feb.        |
| 11 nov.     | 3-4         | Pico Mirandola-Montecchio     | 4-10          | 3 feb.        |
| 11 nov.     | 2-6         | Azzurra Novara-Sandrigo       | 4-10          | 3 feb.        |
| 11 nov.     | 4-3         | Montebello-Pordenone          | 2-4           | 3 feb.        |
| 11 nov.     | 5-2         | Roller Bassano-Amatori Modena | 7-3           | 3 feb.        |
| 11 nov.     | 1-4         | Cremona-Amatori Vercelli      | 3-5           | 3 feb.        |

| andata (7ª) | andata (7ª) | Settima giornata               | ritorno (18ª) | ritorno (18ª) |
|             |             |                                |               |               |
| 18 nov.     | 8-7         | Amatori Vercelli-Sandrigo      | 2-2           | 10 feb.       |
| 18 nov.     | 3-3         | Forte dei Marmi-Pico Mirandola | 3-2           | 10 feb.       |
| 18 nov.     | 5-1         | Montecchio-Amatori Modena      | 3-4           | 10 feb.       |
| 18 nov.     | 7-6         | Azzurra Novara-Montebello      | 5-8           | 10 feb.       |
| 18 nov.     | 4-3         | Pordenone-Seregno              | 2-3           | 10 feb.       |
| 18 nov.     | 5-6         | Roller Bassano-Cremona         | 3-5           | 10 feb.       |

| andata (8ª) | andata (8ª) | Ottava giornata               | ritorno (19ª) | ritorno (19ª) |
|             |             |                               |               |               |
| 25 nov.     | 7-3         | Sandrigo-Montecchio           | 4-6           | 17 feb.       |
| 25 nov.     | 5-3         | Pico Mirandola-Azzurra Novara | 7-3           | 17 feb.       |
| 25 nov.     | 4-3         | Amatori Modena-Pordenone      | 2-3           | 17 feb.       |
| 25 nov.     | 5-5         | Montebello-Roller Bassano     | 2-1           | 17 feb.       |
| 25 nov.     | 2-6         | Seregno-Amatori Vercelli      | 1-8           | 17 feb.       |
| 25 nov.     | 2-1         | Cremona-Forte dei Marmi       | 8-4           | 17 feb.       |

| andata (7ª) | andata (7ª) | Settima giornata               | ritorno (18ª) | ritorno (18ª) |
|             |             |                                |               |               |
| 18 nov.     | 8-7         | Amatori Vercelli-Sandrigo      | 2-2           | 10 feb.       |
| 18 nov.     | 3-3         | Forte dei Marmi-Pico Mirandola | 3-2           | 10 feb.       |
| 18 nov.     | 5-1         | Montecchio-Amatori Modena      | 3-4           | 10 feb.       |
| 18 nov.     | 7-6         | Azzurra Novara-Montebello      | 5-8           | 10 feb.       |
| 18 nov.     | 4-3         | Pordenone-Seregno              | 2-3           | 10 feb.       |
| 18 nov.     | 5-6         | Roller Bassano-Cremona         | 3-5           | 10 feb.       |

| andata (8ª) | andata (8ª) | Ottava giornata               | ritorno (19ª) | ritorno (19ª) |
|             |             |                               |               |               |
| 25 nov.     | 7-3         | Sandrigo-Montecchio           | 4-6           | 17 feb.       |
| 25 nov.     | 5-3         | Pico Mirandola-Azzurra Novara | 7-3           | 17 feb.       |
| 25 nov.     | 4-3         | Amatori Modena-Pordenone      | 2-3           | 17 feb.       |
| 25 nov.     | 5-5         | Montebello-Roller Bassano     | 2-1           | 17 feb.       |
| 25 nov.     | 2-6         | Seregno-Amatori Vercelli      | 1-8           | 17 feb.       |
| 25 nov.     | 2-1         | Cremona-Forte dei Marmi       | 8-4           | 17 feb.       |

| andata (9ª) | andata (9ª) | Nona giornata                  | ritorno (20ª) | ritorno (20ª) |
|             |             |                                |               |               |
| 2 dic.      | 3-7         | Montecchio-Amatori Vercelli    | 2-3           | 3 mar.        |
| 2 dic.      | 1-7         | Azzurra Novara-Forte dei Marmi | 2-3           | 3 mar.        |
| 2 dic.      | 4-1         | Amatori Modena-Seregno         | 3-2           | 3 mar.        |
| 2 dic.      | 4-3         | Montebello-Cremona             | 5-4           | 3 mar.        |
| 2 dic.      | 2-4         | Pordenone-Sandrigo             | 1-4           | 3 mar.        |
| 2 dic.      | 3-3         | Roller Bassano-Pico Mirandola  | 8-5           | 3 mar.        |

| andata (10ª) | andata (10ª) | Decima giornata                 | ritorno (21ª) | ritorno (21ª) |
|              |              |                                 |               |               |
| 9 dic.       | 3-0          | Amatori Vercelli-Amatori Modena | 2-1           | 10 mar.       |
| 9 dic.       | 4-6          | Forte dei Marmi-Montebello      | 7-7           | 10 mar.       |
| 9 dic.       | 8-3          | Sandrigo-Seregno                | 3-5           | 10 mar.       |
| 9 dic.       | 1-7          | Pico Mirandola-Cremona          | 4-5           | 10 mar.       |
| 9 dic.       | 7-1          | Montecchio-Pordenone            | 2-3           | 10 mar.       |
| 9 dic.       | 3-7          | Azzurra Novara-Roller Bassano   | 11-5          | 10 mar.       |

| andata (9ª) | andata (9ª) | Nona giornata                  | ritorno (20ª) | ritorno (20ª) |
|             |             |                                |               |               |
| 2 dic.      | 3-7         | Montecchio-Amatori Vercelli    | 2-3           | 3 mar.        |
| 2 dic.      | 1-7         | Azzurra Novara-Forte dei Marmi | 2-3           | 3 mar.        |
| 2 dic.      | 4-1         | Amatori Modena-Seregno         | 3-2           | 3 mar.        |
| 2 dic.      | 4-3         | Montebello-Cremona             | 5-4           | 3 mar.        |
| 2 dic.      | 2-4         | Pordenone-Sandrigo             | 1-4           | 3 mar.        |
| 2 dic.      | 3-3         | Roller Bassano-Pico Mirandola  | 8-5           | 3 mar.        |

| andata (10ª) | andata (10ª) | Decima giornata                 | ritorno (21ª) | ritorno (21ª) |
|              |              |                                 |               |               |
| 9 dic.       | 3-0          | Amatori Vercelli-Amatori Modena | 2-1           | 10 mar.       |
| 9 dic.       | 4-6          | Forte dei Marmi-Montebello      | 7-7           | 10 mar.       |
| 9 dic.       | 8-3          | Sandrigo-Seregno                | 3-5           | 10 mar.       |
| 9 dic.       | 1-7          | Pico Mirandola-Cremona          | 4-5           | 10 mar.       |
| 9 dic.       | 7-1          | Montecchio-Pordenone            | 2-3           | 10 mar.       |
| 9 dic.       | 3-7          | Azzurra Novara-Roller Bassano   | 11-5          | 10 mar.       |

| \| andata (11ª) \| andata (11ª) \| Undicesima giornata \| ritorno (22ª) \| ritorno (22ª) \| \| \| \| \| \| \| \| 16 dic. \| 3-4 \| Amatori Modena-Sandrigo \| 3-6 \| 17 mar. \| \| 16 dic. \| 1-2 \| Montebello-Pico Mirandola \| 5-3 \| 17 mar. \| \| 16 dic. \| 0-2 \| Pordenone-Amatori Vercelli \| 0-1 \| 17 mar. \| \| 16 dic. \| 4-1 \| Roller Bassano-Forte dei Marmi \| 2-8 \| 17 mar. \| \| 16 dic. \| 3-3 \| Seregno-Montecchio \| 2-7 \| 17 mar. \| \| 16 dic. \| 7-1 \| Cremona-Azzurra Novara \| 6-5 \| 17 mar. \| |              |                                |               |               |
| andata (11ª) | andata (11ª) | Undicesima giornata            | ritorno (22ª) | ritorno (22ª) |
| |              |                                |               |               |
| 16 dic. | 3-4          | Amatori Modena-Sandrigo        | 3-6           | 17 mar.       |
| 16 dic. | 1-2          | Montebello-Pico Mirandola      | 5-3           | 17 mar.       |
| 16 dic. | 0-2          | Pordenone-Amatori Vercelli     | 0-1           | 17 mar.       |
| 16 dic. | 4-1          | Roller Bassano-Forte dei Marmi | 2-8           | 17 mar.       |
| 16 dic. | 3-3          | Seregno-Montecchio             | 2-7           | 17 mar.       |
| 16 dic. | 7-1          | Cremona-Azzurra Novara         | 6-5           | 17 mar.       |

| andata (11ª) | andata (11ª) | Undicesima giornata            | ritorno (22ª) | ritorno (22ª) |
|              |              |                                |               |               |
| 16 dic.      | 3-4          | Amatori Modena-Sandrigo        | 3-6           | 17 mar.       |
| 16 dic.      | 1-2          | Montebello-Pico Mirandola      | 5-3           | 17 mar.       |
| 16 dic.      | 0-2          | Pordenone-Amatori Vercelli     | 0-1           | 17 mar.       |
| 16 dic.      | 4-1          | Roller Bassano-Forte dei Marmi | 2-8           | 17 mar.       |
| 16 dic.      | 3-3          | Seregno-Montecchio             | 2-7           | 17 mar.       |
| 16 dic.      | 7-1          | Cremona-Azzurra Novara         | 6-5           | 17 mar.       |

### Classifica finale
|  | Pos. | Squadra             | Pt | G  | V  | N | P  | GF  | GS  | DR  |
|  | ---- | ------------------- | -- | -- | -- | - | -- | --- | --- | --- |
|  | 1.   | Sandrigo            | 52 | 22 | 17 | 1 | 4  | 131 | 81  | +50 |
|  | 2.   | Amatori Vercelli    | 48 | 22 | 15 | 3 | 4  | 92  | 67  | +25 |
|  | 3.   | Montebello          | 40 | 22 | 12 | 4 | 6  | 108 | 90  | +18 |
|  | 4.   | Cremona             | 39 | 22 | 12 | 3 | 7  | 104 | 84  | +20 |
|  | 5.   | Roller Bassano      | 35 | 22 | 10 | 5 | 7  | 109 | 98  | +11 |
|  | 6.   | Montecchio P.       | 29 | 22 | 8  | 5 | 9  | 89  | 84  | +5  |
|  | 7.   | Pordenone           | 26 | 22 | 7  | 5 | 10 | 61  | 72  | -11 |
|  | 8.   | Forte dei Marmi (B) | 25 | 22 | 7  | 4 | 11 | 90  | 86  | +4  |
|  | 9.   | Pico Mirandola      | 25 | 22 | 7  | 4 | 11 | 72  | 88  | -16 |
|  | 10.  | Amatori Modena      | 25 | 22 | 8  | 1 | 13 | 65  | 86  | -21 |
|  | 11.  | Azzurra Novara      | 20 | 22 | 6  | 2 | 14 | 84  | 117 | -33 |
|  | 12.  | Seregno 2012        | 12 | 22 | 3  | 3 | 16 | 64  | 116 | -52 |

Legenda:
  Partecipa ai play-off promozione.
      Promosso in Serie A1 2018-2019.
      Retrocesso in Serie B 2018-2019.
Note:
Tre punti a vittoria, uno per il pareggio, zero a sconfitta.
In caso di arrivo di due o più squadre a pari punti, la graduatoria finale verrà stilata secondo la classifica avulsa tra le squadre interessate che prevede, in ordine, i seguenti criteri:
- Punti negli scontri diretti
- Differenza reti negli scontri diretti
- Differenza reti generale
- Reti realizzate in generale
- Sorteggio

## Play-off Promozione

### Tabellone
|  | Semifinali | Semifinali       | Semifinali       | Semifinali | Semifinali |  |  | Finale | Finale           | Finale           | Finale | Finale |  |
|  |            |                  |                  |            |            |  |  |        |                  |                  |        |        |  |
|  | 2          | Amatori Vercelli | Amatori Vercelli | 7          | 5          |  |  |        |                  |                  |        |        |  |
|  | 5          | Roller Bassano   | Roller Bassano   | 6          | 4          |  |  | 2      | Amatori Vercelli | Amatori Vercelli | 4      | 7      |  |
|  | 3          | Montebello       | Montebello       | 8          | 5          |  |  | 4      | Cremona          | Cremona          | 3      | 3      |  |
|  | 4          | Cremona          | Cremona          | 9          | 8          |  |  |        |                  |                  |        |        |  |

### Semifinali
(2) Amatori Vercelli vs. (5) Roller Bassano
| Bassano del Grappa 7 aprile 2018 Gara 1 | Roller Bassano | 6 – 7 referto | Amatori Vercelli | PalaDue |

| Vercelli 14 aprile 2018 Gara 2 | Amatori Vercelli | 5 – 4 referto | Roller Bassano | PalaPregnolato |

(3) Montebello vs. (4) Cremona
| San Daniele Po 7 aprile 2018 Gara 1 | Cremona | 9 – 8 referto | Montebello | Palestra comunale |

| Montebello Vicentino 14 aprile 2018 Gara 2 | Montebello | 5 – 8 referto | Cremona | Palazzetto comunale |

### Finale
(2) Amatori Vercelli vs. (4) Cremona
| San Daniele Po 21 aprile 2018 Gara 1 | Cremona | 3 – 4 referto | Amatori Vercelli | Palestra comunale |

| Vercelli 28 aprile 2018 Gara 2 | Amatori Vercelli | 7 – 3 referto | Cremona | PalaPregnolato |

## Verdetti
| Verdetto              | Club                        |
| --------------------- | --------------------------- |
| Promosse in Serie A1  | Sandrigo Amatori Vercelli   |
| Retrocesse in Serie B | Azzurra Novara Seregno 2012 |

## Coppa Italia di serie A2

### Squadre partecipanti
| Qualificazione                                   | Club             |
| ------------------------------------------------ | ---------------- |
| 1ª classificata in Serie A2 nel girone di andata | Sandrigo         |
| 2ª classificata in Serie A2 nel girone di andata | Amatori Vercelli |
| 3ª classificata in Serie A2 nel girone di andata | Roller Bassano   |
| 4ª classificata in Serie A2 nel girone di andata | Montebello       |

### Tabellone
|  | Semifinali | Semifinali       | Semifinali |                |   | Finale   | Finale | Finale |  |
|  |            |                  |            |                |   |          |        |        |  |
|  | 1          | Sandrigo         | 5          |                |   |          |        |        |  |
|  | 1          | Sandrigo         | 5          |                |   |          |        |        |  |
|  | 4          | Montebello       | 4          |                |   |          |        |        |  |
|  | 4          | Montebello       | 4          |                | 1 | Sandrigo | 3      |        |  |
|  |            |                  |            |                | 1 | Sandrigo | 3      |        |  |
|  |            |                  | 3          | Roller Bassano | 1 |          |        |        |  |
|  | 2          | Amatori Vercelli | 3          | Roller Bassano | 1 | 3        |        |        |  |
|  | 2          | Amatori Vercelli |            |                |   |          |        |        |  |
|  | 3          | Roller Bassano   | 5          |                |   |          |        |        |  |

### Semifinali
| Follonica 24 febbraio 2018 | Sandrigo | 5 – 4 referto | Montebello | Pista Armeni |

| Follonica 24 febbraio 2018 | Amatori Vercelli | 3 – 5 referto | Roller Bassano | Pista Armeni |

### Finale
| Follonica 25 febbraio 2018 | Sandrigo | 3 – 1 referto | Roller Bassano | Pista Armeni |